# Austin (Minnesota)
Austin é uma cidade localizada no estado americano de Minnesota, no Condado de Mower.

## Demografia
Segundo o censo americano de 2000, a sua população era de 23.314 habitantes. 
Em 2006, foi estimada uma população de 23.331, um aumento de 17 (0.1%).

## Geografia
De acordo com o United States Census Bureau tem uma área de 
28,0 km², dos quais 27,8 km² cobertos por terra e 0,2 km² cobertos por água.

## Localidades na vizinhança
O diagrama seguinte representa as localidades num raio de 20 km ao redor de Austin. 